# Omer
Omer (hebrejsky עֹמֶר, v oficiálním přepisu do angličtiny Omer) je místní rada (malé město) v Izraeli v Jižním distriktu. Starostou je Pini Badaš.

## Geografie
Leží nadmořské výšce 320 metrů, na severovýchodním okraji Beerševy v zvlněné krajině v severní části Negevské pouště. Terén člení vádí Nachal Chevron, které jižně od města ústí do vádí Nachal Be'erševa. Podél západního okraje obce vede další vádí Nachal Betarim.
Omer obývají Židé stejně jako největší město v regionu, Beerševu. V této oblasti ale žijí i izraelští Arabové, respektive Beduíni (například město Tel Ševa cca 2 kilometry jihovýchodně odtud). Město je na dopravní síť napojeno pomocí dálnice číslo 60, která se západně od obce kříží s dálnicí číslo 40.

## Dějiny
Omer byl založen v roce 1949 Už v roce 1948 tu ale fungovala kolektivní vesnická osada typu kibuc nazvaná Chevrona a osídlená demobilizovanými členy elitních židovských jednotek Palmach, kteří ve válce za nezávislost bojovali v Negevské brigádě. Osadníci zde využili přirozenou sídelní lokalitu s pozůstatky byzantského osídlení. Místní beduíni ji nazývali al-Omri, z čehož bylo utvořeno pojmenování Omer (název ale pochází i z knihy Leviticu). Kibuc zde ovšem vydržel jen po dobu jednoho roku.
V roce 1950 na jejím místě vznikla nová osada, tentokrát obydlená 23 rodinami Židů z Maďarska a Rumunska. Původně pobývali na západním okraji dnešního města, v prostoru průmyslové zóny Omer, pak se přemístili přímo do prostoru současné obce. Ani jejich osídlení se tu ale neudrželo.
Další pokus o osídlení lokality přišel roku 1957. Vznikla tu vesnická družstevní osada typu mošav, kterou obývali Židé ze severní Afriky. Zaměřovali se na chov dobytka a drůbeže. Udrželi se zde jen tři roky. Roku 1960 byla osada připojena elektrickou síť.
Opětovné osídlení zde proběhlo roku 1961 a tentokrát již trvale. Usídlila se tu skupina osadníků původem z Beerševy. Část z nich se zabývala zemědělstvím, část za prací dojížděla do okolních obcí. Význam zemědělství postupně ustupoval. Roku 1963 byla navrtána studna na vodu a obyvatelé měli možnost se napojit na vodovodní systém. Roku 1964 zde stavební firma Rassco zbudovala 35 nových domů a v letech 1964-1967 osadu posílil příchod 100 nových rodin. Tehdy šlo ovšem stále ještě o menší sídlo vesnického typu, které bylo členem Oblastní rady Bnej Šim'on.
Město se postupně stávalo předměstím Beerševy. Teprve v poslední čtvrtině 20. století se ale malá osada začala proměňovat na lidnatou rezidenční obec. V roce 1975 byl Omer povýšen na místní radu (malé město). Jde o ekonomicky velmi silnou obec, která byla počátkem 21. století zmiňována jako třetí nejbohatší v celém státu. Společně s městy Mejtar a Lehavim patří mezi satelitní města Beerševy.

## Demografie
Podle údajů z roku 2009 tvořili naprostou většinu obyvatel Židé – cca 6 400 osob (včetně statistické kategorie "ostatní", která zahrnuje nearabské obyvatele židovského původu ale bez formální příslušnosti k židovskému náboženství, cca 6 400 osob).
Jde o středně velké sídlo městského typu s trvalým mírným populačním růstem. K 31. prosinci 2015 zde žilo podle Centrálního statistického úřadu (CBS) 7300 lidí.
| Rok            | 1961 | 1972  | 1983  | 1995  | 2000  |
| -------------- | ---- | ----- | ----- | ----- | ----- |
| Počet obyvatel | 61   | 1 227 | 4 537 | 5 787 | 5 900 |

| Rok            | 2001  | 2003  | 2004  | 2005  | 2006  | 2007  | 2008  | 2009  | 2010  | 2011  | 2012  | 2013  | 2014  | 2015  |
| -------------- | ----- | ----- | ----- | ----- | ----- | ----- | ----- | ----- | ----- | ----- | ----- | ----- | ----- | ----- |
| Počet obyvatel | 5 810 | 5 906 | 5 995 | 6 133 | 6 273 | 6 467 | 6 646 | 6 492 | 6 600 | 7 100 | 7 200 | 7 300 | 7 300 | 7 300 |

* údaje od roku 2010 zaokrouhleny na stovky